# Tunisie Leasing & Factoring
 (décembre 2022).
Il peut être nécessaire de l'améliorer pour respecter le principe de neutralité de point de vue. Veuillez consulter la page de discussion pour plus de détails.

 (décembre 2022).

Logo de Tunisie Leasing & Factoring.

Tunisie Leasing & Factoring est une société anonyme tunisienne de leasing et de factoring fondée le 8 octobre 1984 sous le nom de Tunisie Leasing.

## Historique
TLF est contrôlée par le groupe privé Amen Group qui compte plus d'une soixantaine d'entreprises réparties en six pôles :
- Pôle bancaire (Amen Bank) ;
- Pôle assurance et santé ;
- Pôle services financiers spécialisés ;
- Pôle commerce de biens d'équipements ;
- Pôle matériel de transport ;
- Pôle agroalimentaire et hôtelier.

## Domaines d'activité
TLF intervient à la fois dans le leasing mobilier (camions, autobus, automobiles, matériel de travaux publics, matériel médical, équipements industriels, etc.) et dans le leasing immobilier (acquisitions ou construction de bureaux, de cabinets, de cliniques, d'ateliers, de dépôts ou d'usines). Elle offre également le factoring, une solution de financement à court terme permettant aux entreprises, réalisant des ventes ou des prestations de service, de mobiliser de la trésorerie sans attendre l'échéance de règlement convenue avec leurs clients. Le factoring offre également un service de gestion de l'encaissement des factures clients.[réf. nécessaire]
Tunisie Leasing & Factoring a introduit :
- le leasing en 1984, à travers Tunisie Leasing ;
- le factoring en 1995, à travers Tunisie Factoring ;
- la location longue durée (LLD) en 2004, à travers Tunisie LLD, pour offrir aux entreprises une solution de gestion de leur flotte automobile.

En 2018, Tunisie Leasing et Tunisie Factoring ont fusionné sous la dénomination Tunisie Leasing & Factoring.

## Actionnaires

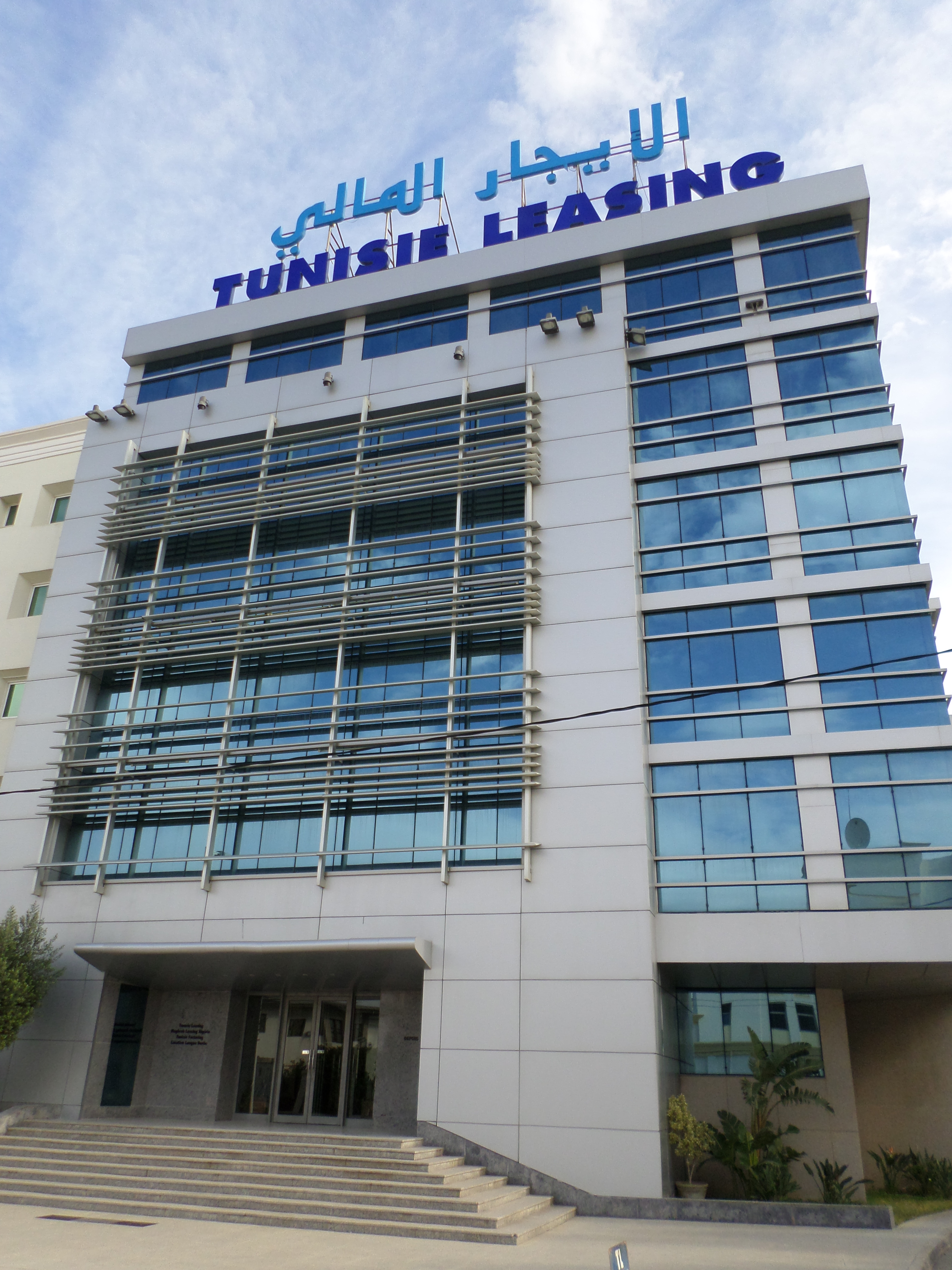
Siège de Tunisie Leasing en 2014.

Voici la liste des principaux actionnaires de Tunisie Leasing & Factoring en décembre 2020 :
- Groupe Amen : 57,91 %
- Groupe Poulina : 12,18 %
- Groupe Horchani Finance : 8,69 %
- Petits porteurs : 21,22 %

## Filiales et participations
- Maghreb Leasing Algérie
- Tunisie LLD
- TLG Finance
- Alios Finance
- Tunisie Participation
- Tuninvest SICAR
- Tuninvest International
- Tuninvest Innovation

## Dirigeants
En décembre 2022, le président du conseil d'administration est Ahmed Karam et le vice-président est Karim Ben Yedder.